# Islote San Gil
Islote San Gil är en ö i Mexiko. Den tillhör kommunen Comondú i delstaten Baja California Sur, i den västra delen av landet. Arean är 0,49 kvadratkilometer.